# Lovre Brečić
Lovre Brečić (Spalato, 16 agosto 1996) è un taekwondoka croato.

## Palmarès
- Europei

Kazan' 2018: oro nei 63 kg.
- Giochi europei

Cracovia 2023: argento nei 63 kg.
- Giochi del Mediterraneo

Orano 2022: bronzo nei 68 kg.
- Universiadi

Taipei 2017: bronzo nei 63 kg.